# Samostan Poblet
Kraljevski Gospin samostan Poblet (katalonski: Reial Monestir de Santa Maria de Poblet, španjolski: Real Monasterio de Santa María de Poblet) je cistercitski samostan iz 12. stoljeća u pokrajini Conca de Barberà, u španjolskoj autonomnoj zajednici Kataloniji. 
Od 1991. godine upisan je na UNESCO-ov popis mjesta svjetske baštine u Europi kao jedan od najvećih samostana u Španjolskoj, te kao veličanstvena utvrđena rezidencija Aragonskog kraljevstva s mauzolejom kraljeva Aragona i Katalonije.

## Povijest
Samostan su osnovali cistercitski monasi iz Francuske 1151. godine. Glavni arhitekt kompleksa bio je opat Arnau Bargués. Samostan je prvi od tri samostana koji su poznati kao "cistercitski trokut" (druga dva su: Vallbona de les Monges i Santes Creus), a koji su pomogli utvrditi kršćanstvo u Kataloniji u 12. stoljeću. Od pokopa kralja Jakova I. Aragonskog samostan je služio i kao kraljevski mauzolej vladara Aragonske krune.
Glavni oltar crkve je 1527. godine izgradio renesansni kipar Damián Forment.
God. 1835., država je zatvorila samostan, ali ga talijanski cisterciti ponovno obnavljaju 1940. godine. Danas Samostan Poblet pripada "Cistercitskoj kongregaciji aragonskog kraljevstva", zajedno sa samostanom Santa Maria de Solius i ženskim samostanima Santa Maria de Vallbona i Santa Maria de Valldonzella. Opat Pobleta je ex officio predsjednik kongregacije, a u samostanu se nalazi još 29 monaha, po jedan oblat i jedan novak, te dva pripadnika drugih redova.
- Kraljevski portal lijevo i barokni desno
- Refektorij
- Prikaz kraljevskog mauzoleja (Pateon)
- Razglednica iz 1920. prema bakropisu iz 1806. godine.
- Kraljevski grobovi u mauzoleju (Pateon)

## Vanjske poveznice
- Monestir de Poblet Official website (šp.) (engl.)